# Selinunt (Lacònia)
Selinunt (grec antic: Σελινοῦς) era una ciutat del nord de Lacònia, esmentada per Pausànies, que la situa a uns 20 estadis de Gerontres. Sembla que Pausànies no va visitar aquest lloc, perquè les distàncies no són correctes. Podria ser la moderna Kosmas, on s'han trobat algunes tombes.